# Florencia (San Carlos)
Florencia es el segundo distrito del cantón de San Carlos, en la provincia de Alajuela, de Costa Rica.

## Ubicación
Está ubicado en la región septentrional del país y limita con tres distritos; Cutris al norte, La Tigra al oeste (junto con el cantón de San Ramón), Quesada y La Palmera al este. Mientras que al sur colinda con el cantón de Zarcero.
Su cabecera, el barrio de Florencia, está ubicada a 9,7 km al noroeste de Ciudad Quesada y 116 km al noroeste de San José, la capital de la nación.

## Geografía
Florencia cuenta con un área de 199,66 km² y una altitud media de 225 m s. n. m.
Posee una variación de altitud de 100 a 600 metros, esta es gracias a que el sur del distrito lo conforman las estribaciones montañosas de la Cordillera Central, mientras que al norte, el territorio sigue un claro descenso hacia las llanuras de San Carlos.

## Demografía
Para el año 2022, Florencia cuenta con una población estimada de 19 587 habitantes, y para el último censo efectuado, en 2011, Florencia contaba con una población de 15 149 habitantes.

## Localidades
- Poblados: Alto Gloria, Florencia Centro (Cuadrantes) Aquilea (San Francisco), Bonanza, Caimitos, Chaparral, Cuestillas, JaVillos (parte), El Molino, Muelle de San Carlos, Pejeviejo, Pénjamo, Platanar, Puente Casa, Puerto Escondido, Quebrada Azul, San Juan, San Luis, San Rafael, Santa Clara, Santa María, Santa Rita, Sapera, Ulima, La Vega, La Vieja.

## Economía
Florencia, la cabecera, cuenta con servicios de salud, educativos, financieros, legales y hospedaje. También se ofrecen servicios de entretenimiento en locales de ambiente nocturno.
En cuanto al comercio, destaca la venta de alimentos, calzado, ropa y artículos para el hogar.

## Transporte

### Carreteras
Al distrito lo atraviesan las siguientes rutas nacionales de carretera:
- Ruta nacional 4
- Ruta nacional 35
- Ruta nacional 141
- Ruta nacional 739
- Ruta nacional 748